# 责任准备金
在一段时间内，保险公司收取的保费和其承担的责任并不相同，所以保险公司須将这部分差额累计起来为未来的责任做出准备（这部分责任通常包括保险金给付、费用支出以及其他现金流出），此被储备下来的金额即为责任准备金（英語：Policy reserve）。
保险公司可以通过以下两种方法计算准备金：
1. 用过去收取的保费减去过去支出的成本，并累积到评估的时点，这种方法被称为过去法。
2. 用未来可能支出的成本减去未来的保费收入，并折现到评估的时点，这种方法被称为未来法。

通常监管部门会要求保险公司使用第二种方式，即未来法來评估责任准备金。精算师将根据责任准备金的用途对未来可能支出的成本进行不同的估计，例如：
- 为了保证公司具有足够的偿付能力，将使用较保守的假设计算出偿付能力责任准备金；
- 为了计算公司收益，将采用最佳估计（Best estimate）的假设计算责任准备金；
- 同时还有以计算税收为目的的税收责任准备金。

## 另見
- 精算學
- 生命表
- 储备 (精算学)